# Earthless
Earthless è il terzo album in studio della one man band Doom Metal Doom:vs.

## Tracce
1. Earthless – 7:34
2. A Quietly Forming Collapse – 9:18
3. White Coffins – 8:53
4. The Dead Swan of the Woods – 7:27
5. Oceans of Despair – 8:12
6. The Slow Ascent – 9:13

## Formazione
- Johan Ericson
- Thomas A.G. Jensen - partecipazione